# Antonello Cuccureddu
Antonello Cuccureddu (né le 4 octobre 1949 à Alghero en Sardaigne) est un joueur de football professionnel italien qui évoluait au poste de défenseur, et aujourd'hui entraîneur.

## Biographie

### Joueur

#### En club
À l'aise en défense comme au milieu de terrain, Cuccureddu dit Cuccu commence sa carrière dans l'équipe jeune du club sarde du Polisportiva Alghero, l'équipe de sa ville en 1966.
Il devient pro en 1966 en signant à l'ASD Torres Calcio pour 2 millions de lires, puis rejoint Brescia Calcio.

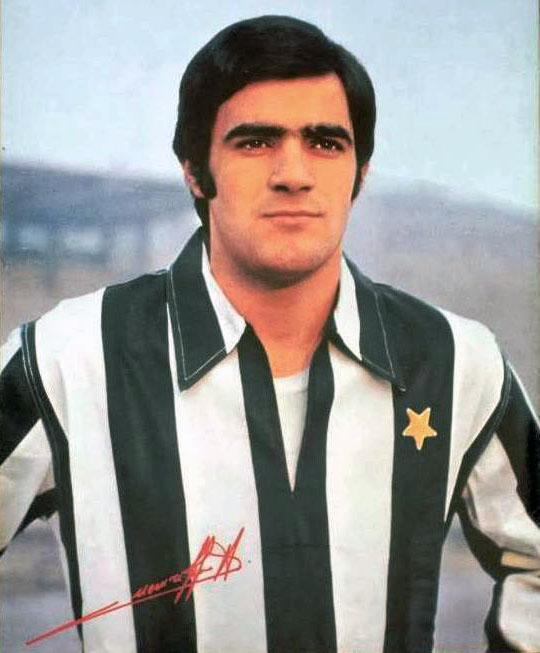
Cuccureddu avec le Bianconeri en 1969

Mais le tournant de sa carrière sera en 1969 lorsqu'il signe à la Juventus pour un transfert estimé à 400 millions de lires (y disputant son premier match le 12 novembre 1969 lors d'une déroute 3-1 contre le Hertha Berlin en C3). C'est à Turin donc que Cuccureddu découvre la Serie A le 16 novembre 1969, match au cours duquel il marque son premier but sous ses nouvelles couleurs bianconere lors d'un match nul 1-1 contre Cagliari (le premier de ses 26 buts le long de sa carrière). Il marque les esprits le 20 mai 1973 lorsqu'il inscrit à la 87e minute le but de la victoire finale 2-1 sur la Roma lors de la dernière journée du championnat, donnant par la même occasion le 15e titre de champion d'Italie à la Juve. Il forme ensuite à partir de 1974 un formidable duo défensif avec son coéquipier Claudio Gentile,, la défense bianconera s'imposant alors comme l'une des meilleures d'Europe.
Après 12 années passées à Turin, il termine sa carrière à la Fiorentina, où il arrête sa carrière professionnelle en 1984 pour cause de blessure à l'échine.
Il évolue une saison entre 1984 et 1985 au Novare Calcio en Serie C2.

#### En équipe d'Italie

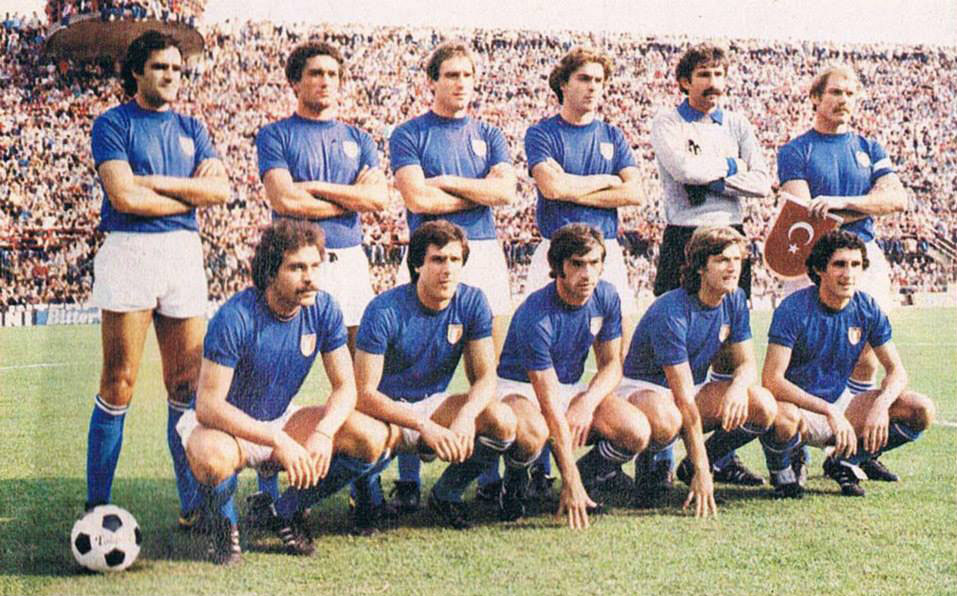
Cuccureddu (debout, premier à gauche) avec l'Italie en 1978

Antonello Cuccureddu a joué 13 matchs avec la Squadra Azzurra de 1975 à 1978 sous la gestion d'Enzo Bearzot (disputant sa première sélection le 26 octobre 1975 lors d'un nul 0-0 contre la Pologne).
Il joue 5 matchs de coupe du monde, lors de la Coupe du monde 1978 en Argentine, où l'Italie termine 4e derrière le Brésil (défaite 2-1).
Son dernier match chez les Azzurri sera contre l'Espagne en septembre 1978.

## Palmarès
Juventus
| - Championnat d'Italie (6) : - Champion : 1971-72, 1972-73, 1974-75, 1976-77, 1977-78 et 1980-81. - Vice-champion : 1973-74 et 1975-76. - Coupe d'Italie (1) : - Vainqueur : 1978-79. - Finaliste : 1972-73. |  | - Coupe des villes de foires : - Finaliste : 1970-71. - Coupe des clubs champions : - Finaliste : 1972-73. - Coupe UEFA (1) : - Vainqueur : 1976-77. |